# Državni institut za ruski jezik „A. S. Puškin”
Državni institut za ruski jezik "A.S. Puškin" je vodeća školska i znanstvena ustanova koja se bavi problemima nastave ruskog jezika kao stranog. Osnovan je 1966. godine kao Naučno-metodički centar ruskog jezika na Moskovskom državnom univerzitetu "M.V. Lomonosov", 1974. godine postaje samostalna školska ustanova – Institut za ruski jezik "A.S. Puškin", a od 1998. godine ima status Državnog instituta. U institutu rade istaknuti specijalisti za metodiku nastave ruskog jezika kao stranog, za metodiku nastave ruskog jezika i književnosti u školi, za lingvistiku, za znanost o književnosti i druge filološke i humanitarne discipline. Prvi direktor, zatim rektor, a danas predsjednik Instituta, jedan je od njegovih osnivača, akademik RAO-a (Ruske akademije obrazovanja), doktor filoloških znanosti, profesor Vitalij Grigorjevič Kostomarov. Danas je rektor instituta doktor filoloških znanosti profesor Jurij Jevgenjevič Prohorov.

## Osnovni podaci
- Naziv na ruskom jeziku: Государственный институт русского языка имени А. С. Пушкина
- Službena skraćenica: Гос. ИРЯ им. А. С. Пушкина
- Neslužbene skraćenice: ГИРЯ, Пушкин
- Međunarodni naziv na engleskom jeziku: The Pushkin State Russian Language Institute
- Godina osnutka: 1966.
- Predsjednik: V.G. Kostomarov
- Rektor: J.E. Prohorov
- Adresa: Gos. IRJA im. A.S. Puškina, ulica Akademika Volgina 6, 117485, Moskva, Ruska Federacija

## Fakulteti
- Filološki fakultet
- Fakultet za obuku i usavršavanje stranih studenata (rus. FOS)
- Fakultet povišenja kvalifikacije i postdiplomskog obrazovanja (rus. FPK)

## Osnovni pravci djelovanja
- profesionalna priprema

- specijalnost 520300, filologija, više, prvostupnik, 4 godine;
- 20300, filologija, više, prvostupnik, magistar, 6 godina;

- doškolovanje i povišenje kvalifikacije radnika s višim obrazovanjem i znanstveno-pedagoških radnika više kvalifikacije;
- nastava ruskog jezika za strane studente iz inozemstva i nacionalno-državnih obrazovanja u sastavu Ruske Federacije;
- vršenje znanstveno-istraživačkog rada na području ruskog jezika i korištenje dobivenih rezultata u obrazovnom procesu;
- razrada djelotvornih sredstava nastave ruskog jezika kao stranog i nematerinjeg;
- organizacija i stvaranje međunarodnih veza;
- generalizacija i analiza informacije o funkcioniranju ruskog jezika kao sredstva međunarodne komunikacije;
- podrška istraživanju ruskog jezika i kulture Rusije u inozemstvu, pružanje organizacijsko-metodičke pomoći inozemnim centrima za rusistiku.

## Centar za certifikacijsko testiranje
Centar za certifikacijsko testiranje (skr. CST, rus. Центр сертификационного тестирования ili ЦСТ) se bavi problemima certifikacije razine znanja ruskog jezika, organizacijom i provođenjem testova u Državnom institutu za ruski jezik "A.S. Puškin".
Centar radi od 1992., organizira i provodi testove u Rusiji i u inozemstvu u 18 zemalja svijeta i 33 ispitnih centara, radi čega za svaki ispitni rok razrađuje testove zatvorenog tipa.
Od 2008. centar je pridruženi član ALTE-a (Udruge jezičnih ispitnih centara u Europi).

## Partneri
U zgradi Instituta nalazi se redakcija časopisa "Ruski jezik u inozemstvu" (rus. "Русский язык за рубежом"), posvećen problemima predavanja ruskog jezika kao stranog, i redakcija "Glasnika Međunarodne udruge predavača ruskog jezika i književnosti" (MAPRJAL). Rektor instituta J. Prohorov je vicepredsjednik MAPRJAL-a i urednik časopisa "Ruski jezik u inozemstvu".

## Događaji
6. lipnja 2011. Institut je posjetio tadašnji predsjednik Ruske Federacije Dmitrij Medvjedev. Svojim je ukazom proglasio 6. lipnja "Danom ruskog jezika".